# Juventus Football Club U23 2018-2019
Questa voce raccoglie le informazioni riguardanti la Juventus Football Club U23 nelle competizioni ufficiali della stagione 2018-2019.

## Stagione
Il 3 agosto 2018 la Juventus ufficializza l'istituzione di una sua seconda squadra, dopo che nella stessa estate la FIGC aveva deliberato la reintroduzione di tali formazioni nel calcio italiano, a oltre sessant'anni dalla precedente esperienza: la società bianconera è la prima e, per la stagione 2018-2019, l'unica ad accettare di mettere in piedi una squadra B, che per regolamento viene ammessa in Serie C.
La neonata formazione, nota come Juventus U23 per via del vincolo d'età richiesto dalla Federcalcio, viene affidata al tecnico Mauro Zironelli e costruita con una rosa formata prettamente da elementi cresciuti nel vivaio, tra cui il cipriota Kastanos, più altri giovani pescati all'estero, come il tedesco Touré; tra i pochi fuoriquota permessi dal regolamento ci sono il capitano Alcibiade e, aggregatosi a stagione iniziata, Del Prete, entrambi già primavera bianconeri.
La squadra fa il suo esordio il successivo 21 agosto al Moccagatta di Alessandria, scelto dal club come suo impianto casalingo, in occasione della sfida di Coppa Italia di Serie C vinta 1-0 sul Cuneo: nell'occasione Zanimacchia mette a segno il primo gol nella storia della Juventus U23.

## Divise e sponsor
Il fornitore tecnico è adidas, mentre lo sponsor principale è Jeep.
| Casa | Trasferta | Terza divisa |

Per i portieri sono disponibili quattro divise, contraddistinte sul busto da una grafica irregolare e tono su tono, in varianti verde, azzurro, rosso e arancione.
| 1ª portiere | 2ª portiere | 3ª portiere | 4ª portiere |

## Organigramma societario
Area sportiva
- 2nd Teams Area Manager: Filippo Fusco (dal 9 gennaio 2019)[10]

Area tecnica
- Allenatore: Mauro Zironelli
- Allenatore in seconda: Stefano Sottoriva
- Preparatore atletico: Daniele Palazzolo
- Assistente preparatore atletico: Samuele Callegaro
- Preparatore dei portieri: Cristiano Lupatelli

Area sanitaria
- Centro medico: J-Medical

## Rosa
Rosa e numerazione sono aggiornate al 31 gennaio 2019.
| N. |                         | Ruolo | Calciatore                    |
| -- | ----------------------- | ----- | ----------------------------- |
| 1  | Italia (bandiera)       | P     | Mattia Del Favero             |
| 2  | Svezia (bandiera)       | D     | Mattias Andersson             |
| 3  | Italia (bandiera)       | D     | Claudio Zappa                 |
| 3  | Italia (bandiera)       | D     | Edoardo Masciangelo           |
| 4  | Italia (bandiera)       | D     | Gianmaria Zanandrea           |
| 5  | Italia (bandiera)       | C     | Simone Muratore               |
| 6  | Germania (bandiera)     | C     | Idrissa Touré                 |
| 7  | Italia (bandiera)       | C     | Simone Emmanuello             |
| 7  | RD del Congo (bandiera) | A     | Benjamin Mokulu               |
| 8  | Cipro (bandiera)        | C     | Grīgorīs Kastanos             |
| 9  | Italia (bandiera)       | A     | Cristian Bunino               |
| 10 | Brasile (bandiera)      | A     | Matheus Pereira               |
| 11 | Inghilterra (bandiera)  | A     | Stephy Mavididi               |
| 12 | Canada (bandiera)       | P     | Alessandro Busti              |
| 13 | Italia (bandiera)       | D     | Raffaele Alcibiade (capitano) |
| 14 | Italia (bandiera)       | A     | Marco Olivieri                |
| 15 | Venezuela (bandiera)    | D     | Christian Makoun              |
| 16 | Italia (bandiera)       | C     | Hans Nicolussi Caviglia       |
| 17 | Italia (bandiera)       | A     | Luca Zanimacchia              |
| 18 | Italia (bandiera)       | C     | Alessandro Di Pardo           |
| 19 | Italia (bandiera)       | D     | Gabriele Morelli              |
| 20 | Italia (bandiera)       | D     | Pietro Beruatto               |

| N. |                        | Ruolo | Calciatore                        |
| -- | ---------------------- | ----- | --------------------------------- |
| 21 | Paesi Bassi (bandiera) | C     | Leandro Fernandes                 |
| 22 | Uruguay (bandiera)     | P     | Franco Israel                     |
| 23 | Italia (bandiera)      | D     | Giulio Parodi                     |
| 24 | Italia (bandiera)      | D     | Luca Coccolo                      |
| 25 | Italia (bandiera)      | A     | Nicolò Pozzebon                   |
| 26 | Italia (bandiera)      | C     | Nicolò Fagioli                    |
| 27 | Svizzera (bandiera)    | C     | Qëndrim Kameraj                   |
| 28 | Italia (bandiera)      | C     | Manolo Portanova                  |
| 29 | Danimarca (bandiera)   | A     | Nikolai Baden Frederiksen         |
| 30 | Italia (bandiera)      | P     | Timothy Nocchi                    |
| 31 | Italia (bandiera)      | D     | Riccardo Capellini                |
| 32 | Italia (bandiera)      | A     | Elia Petrelli                     |
| 33 | Italia (bandiera)      | A     | Davide Di Francesco               |
| 34 | Italia (bandiera)      | D     | Lorenzo Del Prete (vice capitano) |
| 35 | Italia (bandiera)      | C     | Biagio Morrone                    |
| 36 | Italia (bandiera)      | P     | Alessandro Siano                  |
| 37 | Italia (bandiera)      | D     | Paolo Gozzi                       |
| 38 | Spagna (bandiera)      | A     | Pablo Moreno                      |
| 39 | Italia (bandiera)      | D     | Matteo Anzolin                    |
| 40 | Italia (bandiera)      | P     | Leonardo Loria                    |
| 44 | Francia (bandiera)     | A     | Kévin Monzialo                    |
| 46 | Brasile (bandiera)     | D     | Lucas Oliveira Rosa               |

## Calciomercato

### Sessione estiva(dal 1º/07 al 31/08)
| Acquisti         | Acquisti            | Acquisti            | Acquisti                                         |
| R.               | Nome                | da                  | Modalità                                         |
| ---------------- | ------------------- | ------------------- | ------------------------------------------------ |
| P                | Timothy Nocchi      |                     | svincolato                                       |
| D                | Raffaele Alcibiade  | Pro Vercelli        | definitivo                                       |
| D                | Mattias Andersson   | Den Bosch           | fine prestito                                    |
| D                | Luca Coccolo        | Prato               | fine prestito                                    |
| D                | Gabriele Morelli    | Livorno             | prestito con diritto di opzione                  |
| D                | Giulio Parodi       | Pordenone           | fine prestito                                    |
| D                | Claudio Zappa       | Pistoiese           | fine prestito                                    |
| C                | Simone Emmanuello   | Atalanta            | definitivo                                       |
| C                | Idrissa Touré       | Werder Brema        | prestito con diritto di opzione                  |
| A                | Stephy Mavididi     | Arsenal             | definitivo                                       |
| A                | Marco Olivieri      | Empoli              | prestito con diritto di opzione                  |
| A                | Luca Zanimacchia    | Genoa               | prestito con diritto di opzione e contro-opzione |
| A                | Nicolò Pozzebon     | Mestre              | fine prestito                                    |
| Altre operazioni |                     |                     |                                                  |
| R.               | Nome                | a                   | Modalità                                         |
| P                | Filippo Marricchi   | Novara              | fine prestito                                    |
| D                | Vittorio Ghidoni    | Varese              | fine prestito                                    |
| C                | Filippo Bianco      | Folgore Caratese    | fine prestito                                    |
| C                | Roger Tamba M'Pinda | WSG Swarovski Tirol | fine prestito                                    |
| C                | Nicola Mosti        | Viterbese           | fine prestito                                    |
| C                | Oumar Toure         | WSG Swarovski Tirol | fine prestito                                    |
| A                | Cristian Bunino     | Pescara             | prestito                                         |
| A                | Massimo N'Cede Goh  | Virtus Verona       | fine prestito                                    |

| Cessioni         | Cessioni             | Cessioni         | Cessioni                                         |
| R.               | Nome                 | a                | Modalità                                         |
| Altre operazioni | Altre operazioni     | Altre operazioni | Altre operazioni                                 |
| R.               | Nome                 | a                | Modalità                                         |
| ---------------- | -------------------- | ---------------- | ------------------------------------------------ |
| P                | Filippo Marricchi    | Novara           | prestito con diritto di opzione                  |
| D                | Vittorio Ghidoni     |                  | svincolato                                       |
| D                | Alessandro Vogliacco | Padova           | prestito                                         |
| C                | Filippo Bianco       | Folgore Caratese | definitivo                                       |
| C                | Ferdinando Del Sole  | Pescara          | prestito                                         |
| C                | Roger Tamba M'Pinda  | Osijek           | prestito con diritto di opzione e contro-opzione |
| C                | Nicola Mosti         | Imolese          | prestito                                         |
| C                | Oumar Toure          | Kukësi           | prestito                                         |
| A                | Massimo N'Cede Goh   | Arsenal Kiev     | prestito                                         |

### Sessione invernale(dal 03/01 al 31/01)
| Acquisti | Acquisti            | Acquisti | Acquisti                         |
| R.       | Nome                | da       | Modalità                         |
| -------- | ------------------- | -------- | -------------------------------- |
| D        | Edoardo Masciangelo | Lugano   | prestito con obbligo di riscatto |
| A        | Benjamin Mokulu     | Carpi    | prestito con obbligo di riscatto |

| Cessioni | Cessioni          | Cessioni     | Cessioni   |
| R.       | Nome              | a            | Modalità   |
| -------- | ----------------- | ------------ | ---------- |
| D        | Claudio Zappa     | Novara       | prestito   |
| C        | Simone Emmanuello | Pro Vercelli | definitivo |
| C        | Qëndrim Kameraj   | Lugano       | definitivo |

### Operazioni esterne alle sessioni
| Acquisti | Acquisti          | Acquisti | Acquisti   |
| R.       | Nome              | da       | Modalità   |
| -------- | ----------------- | -------- | ---------- |
| D        | Lorenzo Del Prete |          | svincolato |

| Cessioni | Cessioni | Cessioni | Cessioni |
| R.       | Nome     | a        | Modalità |
| -------- | -------- | -------- | -------- |

## Risultati

### Serie C

#### Girone di andata
| Arbitro: | Sozza (Seregno) |

|           |           |                                |
| Zappa 85’ | Marcatori | 16’ Sartore 60’ (rig.) De Luca |

| Arbitro: | Amabile (Vicenza) |

|                                              |           |  |
| Piscopo 15’, 45+2’ Tavano 52’ Caccavallo 87’ | Marcatori |  |

| Arbitro: | Pasciuta (Agrigento) |

|                                          |           |  |
| Pereira 23’, 75’ Bunino 86’ Muratore 88’ | Marcatori |  |

| Arbitro: | Meraviglia (Pistoia) |

|          |           |                   |
| Cacia 1’ | Marcatori | 18’ (rig.) Bunino |

| Arbitro: | Marini (Trieste) |

|                       |           |  |
| Touré 48’ Pereira 80’ | Marcatori |  |

| Arbitro: | Zingarelli (Siena) |

|                 |           |  |
| Bonacquisti 42’ | Marcatori |  |

| Arbitro: | Robilotta (Sala Consilina) |

|                                       |           |             |
| Pereira 13’ Muratore 70’ Bunino 90+2’ | Marcatori | 42’ Brunori |

| Arbitro: | Natilla (Molfetta) |

|                        |           |                      |
| Pereira 5’ Mavididi 9’ | Marcatori | 39’ Cianci 47’ Aramu |

| Arbitro: | Vigile (Cosenza) |

|                                       |           |                           |
| De Feo 26’, 32’ Sorrentino 47’ (rig.) | Marcatori | 39’ Kastanos 80’ Mavididi |

| Arbitro: | Cipriani (Empoli) |

|  |           |                           |
|  | Marcatori | 13’ Di Molfetta 39’ Sestu |

| Arbitro: | Acanfora (Castellammare di Stabia) |

|                |           |  |
| Martignago 36’ | Marcatori |  |

| Arbitro: | Angelucci (Foligno) |

|              |           |                            |
| Beruatto 14’ | Marcatori | 38’ Tommasini 43’ Calcagni |

| Arbitro: | Paterna (Teramo) |

|                       |           |  |
| Gladestony 14’ (rig.) | Marcatori |  |

| Arbitro: | Di Cairano (Ariano Irpino) |

|  |           |             |
|  | Marcatori | 2’ Di Pardo |

| Arbitro: | Moriconi (Roma 2) |

|            |           |                                            |
| Bunino 66’ | Marcatori | 29’ Lisi 62’ Di Quinzio 89’ (rig.) Marconi |

| Arbitro: | Monaldi (Macerata) |

|  |           |            |
|  | Marcatori | 90’ Bunino |

| Alessandria 16 dicembre 2018, ore 16:30 CET 17ª giornata | Juventus U23   | 0 – 0 referto | Gozzano | Stadio Giuseppe Moccagatta (250 spett.)\| Arbitro: \| Curti (Milano) \| |
| Arbitro:                                                 | Curti (Milano) |               |         |                                                                         |

| Arbitro: | Rutella (Enna) |

|              |           |  |
| Nizzetto 13’ | Marcatori |  |

| Alessandria 27 dicembre 2018, ore 14:30 CET 19ª giornata | Juventus U23                       | 3 – 0 A tavolino referto | Pro Piacenza | Stadio Giuseppe Moccagatta\| Arbitro: \| Carrione (Castellammare di Stabia) \| |
| Arbitro:                                                 | Carrione (Castellammare di Stabia) |                          |              |                                                                                |

#### Girone di ritorno
| Arbitro: | Marchetti (Ostia) |

|  |           |              |
|  | Marcatori | 20’ Mavididi |

| Arbitro: | Sozza (Seregno) |

|  |           |            |
|  | Marcatori | 70’ Rosaia |

| Arbitro: | Feliciani (Teramo) |

|                    |           |            |
| Bobb 32’ Gissi 60’ | Marcatori | 74’ Bunino |

| Arbitro: | Zufferli (Udine) |

|              |           |                  |
| Kastanos 42’ | Marcatori | 66’ (rig.) Cacia |

| Arbitro: | Arace (Lugo) |

|                                 |           |           |
| Le Noci 19’ (rig.) Boffelli 62’ | Marcatori | 6’ Mokulu |

| Arbitro: | Lorenzin (Castelfranco Veneto) |

|            |           |  |
| Mokulu 75’ | Marcatori |  |

| Arbitro: | De Santis (Lecce) |

|                   |           |              |
| Brunori Sandri 4’ | Marcatori | 14’ Mavididi |

| Arbitro: | Guida (Salerno) |

|                                         |           |                              |
| Masciangelo 12’ (aut.) Guberti 51’, 77’ | Marcatori | 10’ Zanimacchia 27’ Mavididi |

| Arbitro: | Pascarella (Nocera Inferiore) |

|              |           |  |
| Mavididi 32’ | Marcatori |  |

| Arbitro: | Natilla (Molfetta) |

|                         |           |              |
| Ferrari 44’ Corradi 77’ | Marcatori | 66’ Kastanos |

| Arbitro: | Petrella (Viterbo) |

|                   |           |  |
| Bunino 75’ (rig.) | Marcatori |  |

| Arbitro: | Moriconi (Roma 2) |

|             |           |  |
| Calcagni 5’ | Marcatori |  |

| Arbitro: | Nicoletti (Catanzaro) |

|                                        |           |  |
| Bunino 38’ Zanimacchia 43’ Touré 90+4’ | Marcatori |  |

| Arbitro: | Cascone (Nocera Inferiore) |

|  |           |                                          |
|  | Marcatori | 19’, 66’ Petermann 79’ Forte 84’ Momentè |

| Arbitro: | Bitonti (Bologna) |

|                                  |           |               |
| Alcibiade 42’ (aut.) Marconi 57’ | Marcatori | 29’ Del Prete |

| Arbitro: | Cosso (Reggio Calabria) |

|                 |           |                                 |
| Mokulu 10’, 49’ | Marcatori | 77’ (rig.) Ragatzu 90+1’ Pisano |

| Arbitro: | Collu (Cagliari) |

|                |           |                            |
| Bruzzaniti 68’ | Marcatori | 27’ Zanimacchia 44’ Bunino |

| Arbitro: | Robilotta (Sala Consilina) |

|  |           |                           |
|  | Marcatori | 28’ Iocolano 40’ Caturano |

| Piacenza 4 maggio 2019 38ª giornata | Pro Piacenza | 0 – 3 A tavolino | Juventus U23 | Stadio Leonardo Garilli |

### Coppa Italia Serie C

#### Fase a gironi
| Arbitro: | Marcenaro (Genova) |

|                 |           |  |
| Zanimacchia 29’ | Marcatori |  |

| Arbitro: | Maggio (Lodi) |

|                         |           |                           |
| Cais 63’ Balestrero 65’ | Marcatori | 20’ Mavididi 68’ Olivieri |

## Statistiche

### Statistiche di squadra
Statistiche aggiornate al 18 aprile 2019.
| Competizione         | Punti | In casa | In casa | In casa | In casa | In casa | In casa | In trasferta | In trasferta | In trasferta | In trasferta | In trasferta | In trasferta | Totale | Totale | Totale | Totale | Totale | Totale | D.R. |
| Competizione         | Punti | G       | V       | N       | P       | GF      | GS      | G            | V            | N            | P            | GF           | GS           | G      | V      | N      | P      | GF     | GS     | D.R. |
| -------------------- | ----- | ------- | ------- | ------- | ------- | ------- | ------- | ------------ | ------------ | ------------ | ------------ | ------------ | ------------ | ------ | ------ | ------ | ------ | ------ | ------ | ---- |
| Serie C              | 42    | 18      | 7       | 4       | 7       | 23      | 22      | 19           | 5            | 2            | 12           | 18           | 26           | 37     | 12     | 6      | 19     | 41     | 48     | -7   |
| Coppa Italia Serie C | -     | 1       | 1       | 0       | 0       | 1       | 0       | 1            | 0            | 1            | 0            | 2            | 2            | 2      | 1      | 1      | 0      | 3      | 2      | +1   |
| Totale               | -     | 19      | 8       | 4       | 7       | 24      | 22      | 20           | 5            | 3            | 12           | 20           | 28           | 39     | 13     | 7      | 19     | 44     | 50     | -6   |

### Andamento in campionato
| Giornata  | 1  | 2  | 3  | 4 | 5 | 6 | 7 | 8 | 9 | 10 | 11 | 12 | 13 | 14 | 15 | 16 | 17 | 18 | 19 | 20 | 21 | 22 | 23 | 24 | 25 | 26 | 27 | 28 | 29 | 30 | 31 | 32 | 33 | 34 | 35 | 36 | 37 | 38 |
| --------- | -- | -- | -- | - | - | - | - | - | - | -- | -- | -- | -- | -- | -- | -- | -- | -- | -- | -- | -- | -- | -- | -- | -- | -- | -- | -- | -- | -- | -- | -- | -- | -- | -- | -- | -- | -- |
| Luogo     | C  | T  | C  | T | C | T | C | C | T | C  | T  | C  | T  | T  | C  | T  | C  | T  | C  | T  | C  | T  | C  | T  | C  | T  | T  | C  | T  | C  | T  | C  | C  | T  | C  | T  | C  | T  |
| Risultato | P  | P  | V  | N | V | P | V | N | P | P  | P  | P  | P  | V  | P  | V  | N  | P  | V  | V  | P  | P  | N  | P  | V  | N  | P  | V  | P  | V  | P  | V  | P  | P  | N  | V  | P  | V  |
| Posizione | 15 | 20 | 10 | 7 | 5 | 8 | 7 | 5 | 7 | 7  | 10 | 14 | 17 | 13 | 13 | 13 | 13 | 13 | 12 | 11 | 12 | 12 | 12 | 12 | 11 | 11 | 13 | 12 | 13 | 11 | 12 | 11 | 12 | 12 | 12 | 11 | 11 | 12 |

Fonte:  Serie C girone A – Classifica, su lega-pro.com.
Legenda:

Luogo: C = Casa; T = Trasferta. Risultato: V = Vittoria; N = Pareggio; P = Sconfitta.

### Statistiche dei giocatori
| Giocatore             | Serie C  | Serie C | Serie C     | Serie C    | Coppa Italia Serie C | Coppa Italia Serie C | Coppa Italia Serie C | Coppa Italia Serie C | Totale   | Totale | Totale      | Totale     |
| Giocatore             | Presenze | Reti    | Ammonizioni | Espulsioni | Presenze             | Reti                 | Ammonizioni          | Espulsioni           | Presenze | Reti   | Ammonizioni | Espulsioni |
| --------------------- | -------- | ------- | ----------- | ---------- | -------------------- | -------------------- | -------------------- | -------------------- | -------- | ------ | ----------- | ---------- |
| R. Alcibiade          | 18       | 0       | 3           | 1          | 2                    | 0                    | 0                    | 0                    | 20       | 0      | 3           | 1          |
| M. Andersson          | 24       | 0       | 3           | 1          | 1                    | 0                    | 0                    | 0                    | 25       | 0      | 3           | 1          |
| P. Beruatto           | 32       | 1       | 2           | 1          | 1                    | 0                    | 0                    | 0                    | 33       | 1      | 2           | 1          |
| C. Bunino             | 34       | 9       | 1           | 0          | 1                    | 0                    | 0                    | 0                    | 35       | 9      | 1           | 0          |
| A. Busti              | 1        | 0       | 0           | 0          | 0                    | 0                    | 0                    | 0                    | 1        | 0      | 0           | 0          |
| R. Capellini          | 0        | 0       | 0           | 0          | 0                    | 0                    | 0                    | 0                    | 0        | 0      | 0           | 0          |
| L. Coccolo            | 27       | 0       | 4           | 0          | 0                    | 0                    | 0                    | 0                    | 27       | 0      | 4           | 0          |
| M. Del Favero         | 23       | -30     | 1           | 0          | 2                    | -2                   | 0                    | 0                    | 25       | -32    | 1           | 0          |
| L. Del Prete          | 27       | 1       | 2           | 0          | -                    | -                    | -                    | -                    | 27       | 1      | 2           | 0          |
| A. Di Pardo           | 25       | 1       | 0           | 0          | 2                    | 0                    | 0                    | 0                    | 27       | 1      | 0           | 0          |
| S. Emmanuello         | 17       | 0       | 2           | 0          | 0                    | 0                    | 0                    | 0                    | 17       | 0      | 2           | 0          |
| N. Fagioli            | 1        | 0       | 0           | 0          | 1                    | 0                    | 0                    | 0                    | 2        | 0      | 0           | 0          |
| L. Fernandes          | 5        | 0       | 0           | 0          | 1                    | 0                    | 0                    | 0                    | 6        | 0      | 0           | 0          |
| N. Frederiksen        | 1        | 0       | 0           | 0          | 0                    | 0                    | 0                    | 0                    | 1        | 0      | 0           | 0          |
| F. Israel             | 0        | 0       | 0           | 0          | 0                    | 0                    | 0                    | 0                    | 0        | 0      | 0           | 0          |
| Q. Kameraj            | 1        | 0       | 0           | 0          | 0                    | 0                    | 0                    | 0                    | 1        | 0      | 0           | 0          |
| G. Kastanos           | 30       | 3       | 9           | 1          | 2                    | 0                    | 0                    | 0                    | 32       | 3      | 9           | 1          |
| L. Loria              | 1        | -2      | 0           | 0          | 0                    | 0                    | 0                    | 0                    | 1        | -2     | 0           | 0          |
| C. Makoun             | 0        | 0       | 0           | 0          | 0                    | 0                    | 0                    | 0                    | 0        | 0      | 0           | 0          |
| E. Masciangelo        | 13       | 0       | 2           | 0          | -                    | -                    | -                    | -                    | 13       | 0      | 2           | 0          |
| S. Mavididi           | 32       | 6       | 0           | 0          | 2                    | 1                    | 0                    | 0                    | 34       | 7      | 0           | 0          |
| B. Mokulu             | 13       | 4       | 2           | 0          | -                    | -                    | -                    | -                    | 13       | 4      | 2           | 0          |
| K. Monzialo           | 1        | 0       | 0           | 0          | 0                    | 0                    | 0                    | 0                    | 1        | 0      | 0           | 0          |
| G. Morelli            | 24       | 0       | 5           | 0          | 2                    | 0                    | 0                    | 0                    | 26       | 0      | 5           | 0          |
| P. Moreno             | 1        | 0       | 0           | 0          | -                    | -                    | -                    | -                    | 1        | 0      | 0           | 0          |
| S. Muratore           | 34       | 2       | 8           | 0          | 2                    | 0                    | 0                    | 0                    | 36       | 2      | 8           | 0          |
| H. Nicolussi Caviglia | 8        | 0       | 1           | 0          | 0                    | 0                    | 0                    | 0                    | 8        | 0      | 1           | 0          |
| T. Nocchi             | 12       | -16     | 0           | 0          | 0                    | 0                    | 0                    | 0                    | 12       | -16    | 0           | 0          |
| L. Oliveira           | 1        | 0       | 1           | 0          | 0                    | 0                    | 0                    | 0                    | 1        | 0      | 1           | 0          |
| M. Olivieri           | 26       | 0       | 2           | 0          | 2                    | 1                    | 0                    | 0                    | 28       | 1      | 2           | 0          |
| G. Parodi             | 0        | 0       | 0           | 0          | 2                    | 0                    | 0                    | 0                    | 2        | 0      | 0           | 0          |
| M. Pereira            | 22       | 5       | 2           | 0          | 2                    | 0                    | 0                    | 0                    | 24       | 5      | 2           | 0          |
| E. Petrelli           | 1        | 0       | 0           | 0          | 0                    | 0                    | 0                    | 0                    | 1        | 0      | 0           | 0          |
| M. Portanova          | 3        | 0       | 1           | 0          | 0                    | 0                    | 0                    | 0                    | 3        | 0      | 1           | 0          |
| N. Pozzebon           | 9        | 0       | 2           | 0          | 1                    | 0                    | 0                    | 0                    | 10       | 0      | 2           | 0          |
| I. Touré              | 34       | 2       | 1           | 0          | 2                    | 0                    | 0                    | 0                    | 36       | 2      | 1           | 0          |
| G. Zanandrea          | 10       | 0       | 2           | 0          | 1                    | 0                    | 1                    | 0                    | 11       | 0      | 3           | 0          |
| L. Zanimacchia        | 34       | 3       | 1           | 0          | 2                    | 1                    | 0                    | 0                    | 36       | 4      | 1           | 0          |
| C. Zappa              | 10       | 1       | 2           | 0          | 1                    | 0                    | 0                    | 0                    | 11       | 1      | 2           | 0          |